# Scaphechinus
Scaphechinus is een geslacht van zee-egels uit de familie Scutellidae. De wetenschappelijke naam van het geslacht werd in 1864 voorgesteld door Alexander Agassiz.

## Synoniemen
- Chaetodiscus Lütken, 1864 (type: Chaetodiscus scutella Lütken, 1864)[4]

## Soorten
- Scaphechinus brykovi Budin, 1983
- Scaphechinus griseus (Mortensen, 1927)
- Scaphechinus mirabilis A. Agassiz, 1864
- Scaphechinus tenuis (Yoshiwara, 1898)